# 松山 (清瀬市)
松山（まつやま）は、東京都清瀬市の町域。
現行行政地名は松山一丁目から松山三丁目。郵便番号は204-0022。

## 地理
清瀬市の中部に位置する。
東から時計回りに、新座市新堀、東久留米市野火止、清瀬市竹丘、清瀬市梅園、清瀬市元町、に隣接する。
街区北側境界線を西武池袋線が通り、街区境界に隣接して清瀬駅が設置されている。実質清瀬駅南の玄関口。

## 交通

### 鉄道
| 街区内の駅              | バス移動で利用可能駅                                      |
| ----------------------- | --------------------------------------------------------- |
| 西武池袋線 清瀬駅(SI15) | 西武新宿線 花小金井駅(SS 18) JR中央線 武蔵小金井駅(JC 15) |

### バス
- 西武バス小平営業所

…が周辺の路線を運行している。

### 道路
- 東京都道24号練馬所沢線（小金井街道）
- 東京都道15号府中清瀬線

## 施設

### 松山一丁目
- 清瀬駅(所在地は清瀬市元町)

### 松山三丁目
- 清瀬市立第七小学校
- 東京都立清瀬高等学校
- 東京都立清瀬特別支援学校
- 公益財団法人結核予防会複十字病院